# Mount Arnaudo
Mount Arnaudo ist ein hügelförmiger und vereister Berg von 1500 m Höhe in der antarktischen Ross Dependency. Er ragt 3 km südlich des Mount Cyril zwischen dem östlichen Rand des unteren Beardmore-Gletschers und dem Hood-Gletscher im nördlichen Teil der Commonwealth Range auf.
Das Advisory Committee on Antarctic Names benannte ihn im Jahr 2005 nach Raymond Vincent Arnaudo (* 1948), stellvertretender Direktor im Office of Oceans Affairs im Außenministerium der Vereinigten Staaten, der unter anderem US-Delegationen im Rahmen des Antarktisvertrags in das Rossmeer und zur Georg-V.-Küste (1989) sowie zur Antarktischen Halbinsel (2000) leitete.